# Roboastra gracilis
Roboastra gracilis (Bergh, 1877) è un mollusco nudibranchio della famiglia Polyceridae.